# Побережник канадський
Побережник канадський (Calidris bairdii) — вид сивкоподібних птахів родини баранцевих (Scolopacidae). Птах названий на честь Спенсера Фуллертона Бейрда, натураліста XIX століття (1823-1887).

## Поширення
Поширений в помірних, субтропічних і тропічних областях земної кулі - зустрічається в Росії, Північній, Центральній і Південній Америці. 
Гніздиться в Арктиці, на Чукотському п-ові, півночі Аляски, Канаді та в Гренландії. 

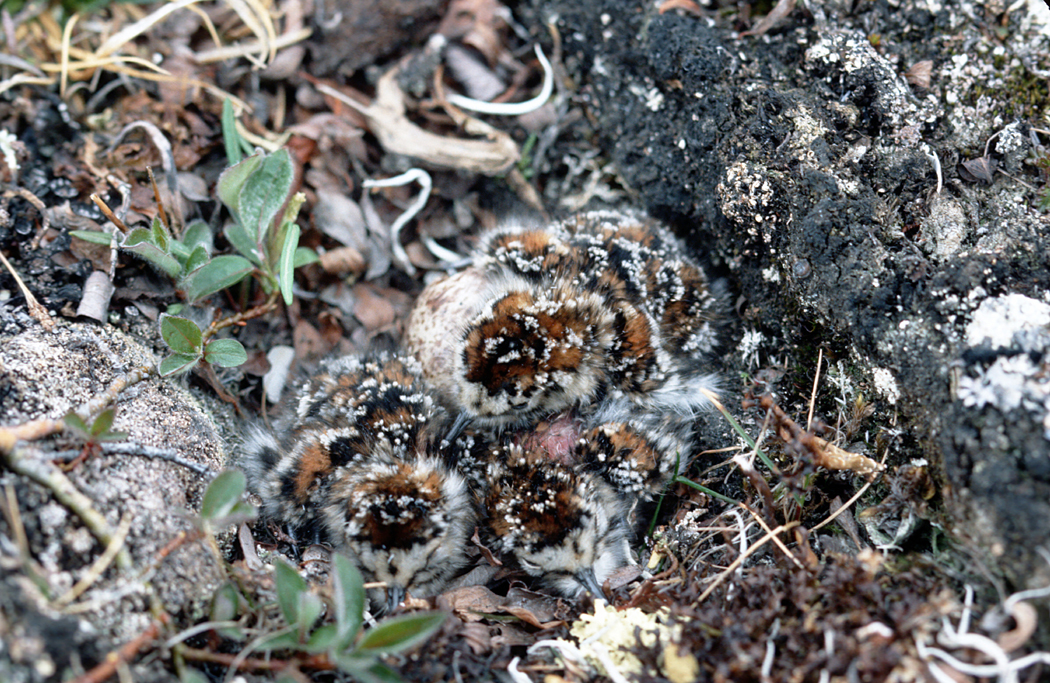
Пташенята у маскувальному забарвленні

Побережники канадські, що гніздяться в Росії на зиму мігрують через Берингову протоку (щоб з'єднатися там з північноамериканською популяцією і продовжити шлях разом) в Канаду або західну і південну частини Південної Америки. 
В Америці птахи мігрують на північ через північноамериканські прерії на схід від Скелястих гір і на захід від Гудзонової затоки, зупиняючись в дорозі на відпочинок в південній Канаді і північних Сполучених Штатах. 
Мігруючі дорослі птахи проходять на захід від Мексики і по Центральній Америці (можливо, пролітають повз островів у Карибському морі). Підлітки мігрують більш широким фронтом - залітаючи в Центральну Америку. У Південній Америці міграція птахів зосереджена вздовж Анд і Тихоокеанського узбережжя Аргентини і Уругваю. 
Міграція триває до п'яти тижнів. За цей час птахи долають шлях довжиною в 6-15 тис. км!

## Опис
Це кулик з короткими ногами. Шия коротка, голова кругла. У підлітків дуже довгі крила. Дзьоб середньої довжини, прямий, тонкий. Статевий диморфізм не виражений.
Голова світло-коричнева з темними смугами. Крила зверху темно-коричневі, низ тіла і крил - білий. Верхня частина грудей коричнева з темним накрапом. Огузок білий з темною смугою. 
Ноги темні, дзьоб чорний. Над оком в сторону криючого вуха тягнеться тонка біла смуга. 
Зимове оперення більш бліде, птахи здаються сірими і брудними. Розмір тіла - 18-19 см, довжина крила 10,8-13,2 см, розмах крил - 38-41 см, вага до 40 г.
Голос: м'який "кріііп" або "прррт", гучна трель.

## Спосіб життя

### Середовище проживання

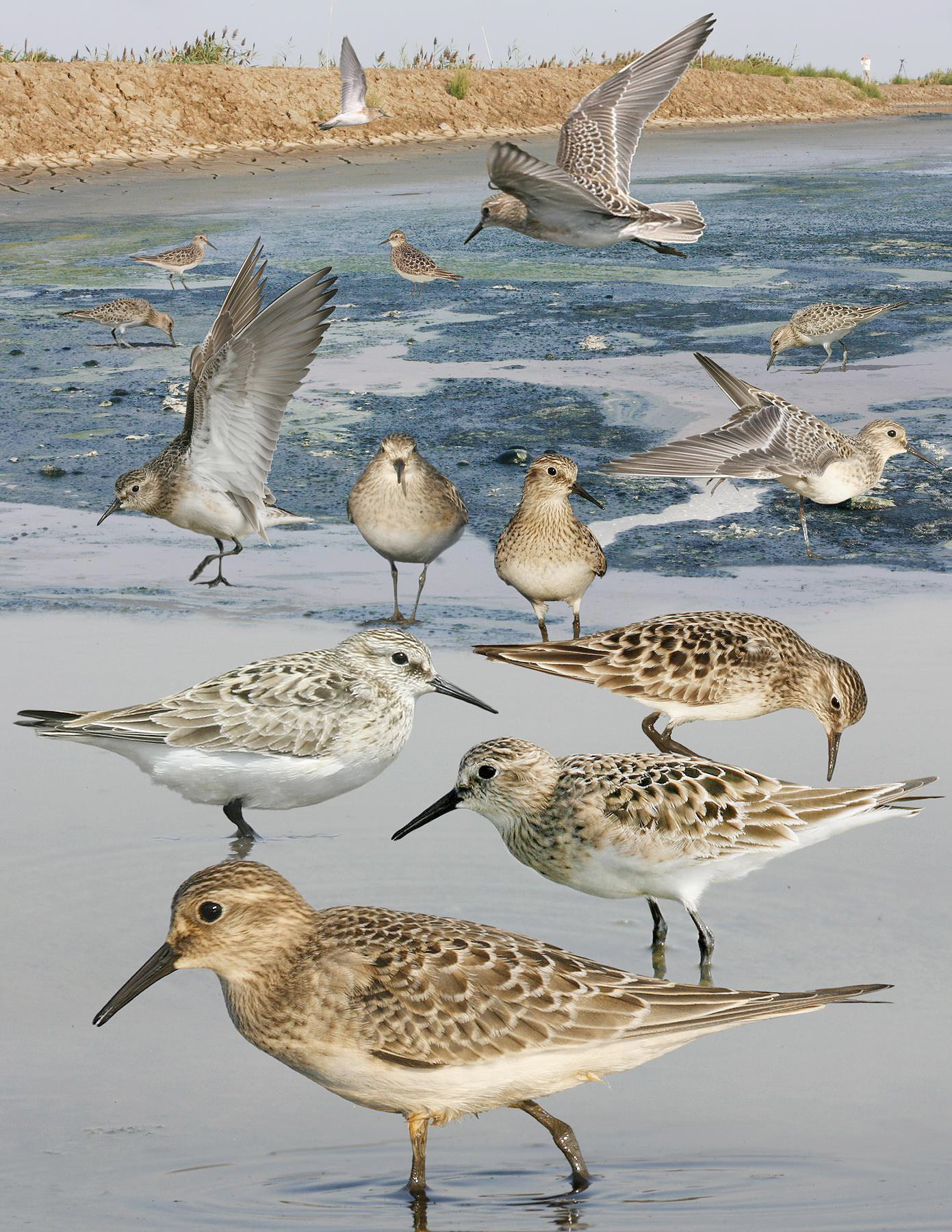
Побережник Берда на годуванні

Поза сезоном розмноження мешкає в сухих областях на відкритих територіях навколо висотних озер (до 4700 м над ур. моря); в низькій рослинності, що росте на полях і сільгоспугіддях (зернові культури, пасовища). Іноді зустрічається в більш сирих середовищах проживання (зрошувані пасовища, трав'янисті болота), рідко зустрічається в прибережній кромці моря, гирлах річок або на березі. 
Гніздиться в тундрової зоні (вершини і схили сопок, щебенисті ділянки чагарниково-лишайникової тундри річкових долин і плато, зарості трави, купина) до 550 м над ур. моря. Сирих місць уникає.

### Поведінка
Побережник Берда - дуже рухлива і швидка пташка, яка активна в денний час доби. Восени (у вересні-жовтні) самки мігрують на зимівлю раніше самців, найчастіше залишаючи ще не оперених пташенят, а підлітки відлітають найостаннішими.
Є спостереження, що побережники захищають свої кормові території. У Буенос-Айресі (Аргентина) розмір такої території склав близько 0,03 га. 
В місцях гніздування щільність гніздових птахів складає приблизно 0,2-0,3 пари на 1 км².

### Живлення
Побережник Берда поїдає різних безхребетних (комахи: жуки, хірономіди, комарі, мухи, коники, москіти, довгоносики; амфіподи і їх личинки; дрібні ракоподібні), іноді морські водорості. 
Годується в заболочених і сухих місцях, вишукуючи здобич на піщаному березі, в засохлої рослинності (зазвичай вище рівня води), а іноді близько краю води (на мілководді). В горах шукає здобич на поверхні снігу.

### Розмноження

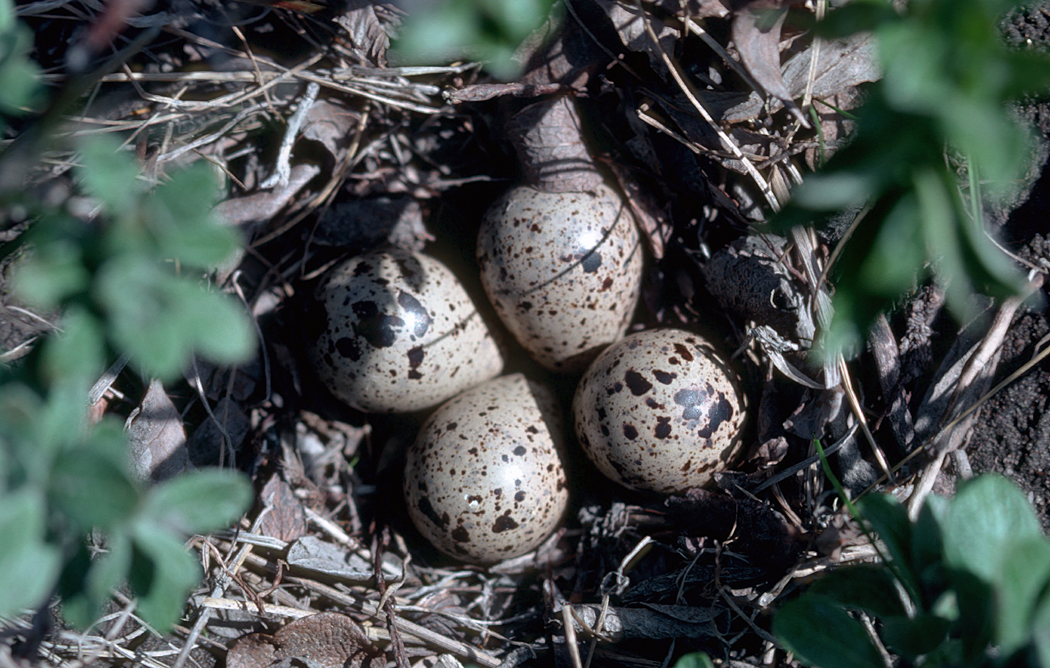
Гніздо з яйцями, США

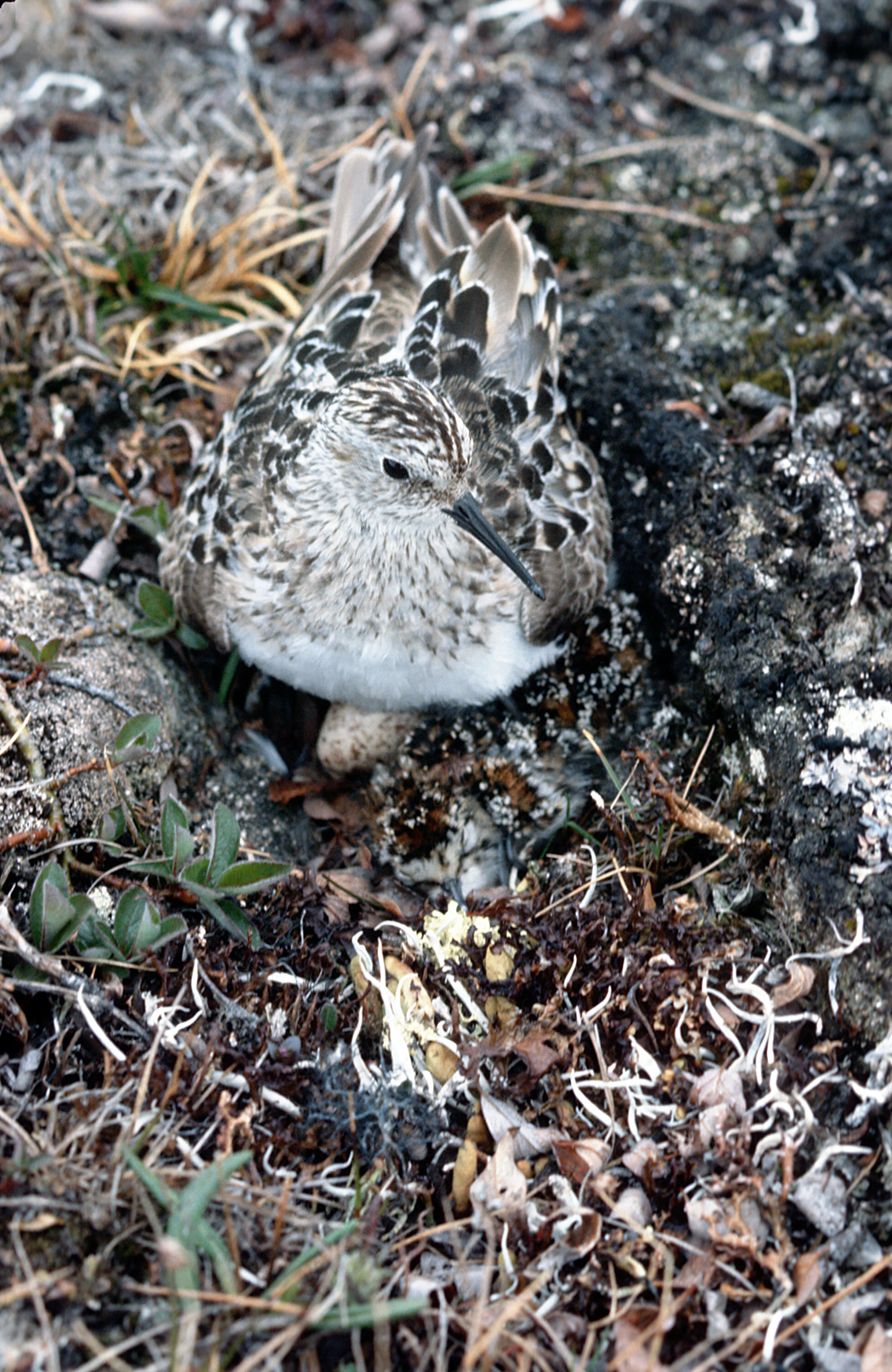
самиця на гнізді

На місцях гніздування птахи з'являються в кінці травня - початку червня. Велику частину гнізда будує самець. Гніздо - невелике заглиблення в сухому ґрунті, викладене листям, травою і мохом, розташоване на відкритому місці (часто серед скель), серед трави або в інший низькою рослинності, зазвичай недалеко від струмків або вологих місць. 
У кладці 1-3 (максимально 4) жовтувато-коричневих яйця, які висиджують обоє батьків.
Період розмноження — травень-липень. Інкубація — триває від 19 до 24 днів. Відноситься до виводкових птахів — пташенята після короткого перебування в гнізді, залишають його і починають самостійно годуватися. Самець залишається з пташенятами, поки вони повністю не оперяться (на 16-20 день).